# 다카하시 다이스케 (축구 선수)
다카하시 다이스케(일본어: 高橋 大輔, 1983년 9월 18일 ~ )는 일본의 전 축구 선수이다.

## 구단 경력
과거 오이타 트리니타, 세레소 오사카에서 활동하였다.